# Altalena Boy/Vetulonia Dakar
| Recensione | Giudizio |
| ---------- | -------- |
| Ondarock   | 6.5/10   |
| Rockit     | Positivo |
| Rockol     |          |

Altalena Boy/Vetulonia Dakar è la prima raccolta del cantautore italiano Lucio Corsi, pubblicata il 16 gennaio 2015.
Il disco raccoglie i due EP Altalena Boy e Vetulonia Dakar.

## Descrizione
L'EP di esordio di Lucio Corsi, Vetulonia Dakar, era uscito il 29 aprile 2014, ottenendo un buon successo di critica e attirando l'attenzione di Matteo Zanobini di Picicca Dischi e di Federico Dragogna dei Ministri, il quale gli produce un secondo EP dal titolo Altalena Boy, registrato nel mese di novembre. Il 16 gennaio 2015 viene pubblicato in formato CD da Picicca Dischi l'album Altalena Boy/Vetulonia Dakar che contiene il nuovo EP e ristampa il primo, per un totale di dieci tracce. L'album è distribuito da Sony Music.
Le dieci tracce di cui si compone (le prime cinque di Altalena Boy e le restanti di Vetulonia Dakar) raccontano storie surreali e favolistiche, che parlano di alieni, animali, dinosauri, personaggi grotteschi; ricorrente è il tema della contrapposizione tra la città e la campagna, lo sradicamento dal proprio luogo d'origine, la Maremma (Migrazione generale dalle campagne alle città, L'astronave, Dinosauri, Le api). La title track Altalena Boy è la storia di un ragazzo che sparisce nel cielo dopo aver compiuto il giro della morte in altalena, forse rapito dagli alieni; la componente fantascientifica e le radici maremmane ritornano nella traccia Alieni, dove è immaginato l'arrivo degli extraterrestri nella piazza di un paesino «tipo Montepescali o Vetulonia», e in L'astronave, «canzone d'amore ambientata per la maggior parte a Grosseto» con il disco volante che sorvola le mura della città prima di partire per Milano. In Dinosauri il protagonista scopre tornando da Milano a Grosseto che nel frattempo i dinosauri si sono estinti; Cocomero è invece una «canzone di protesta contro un certo modo di scrivere testi», nata frequentando il ristorante gestito dalla nonna; mentre Canzone per me è una canzone d'amore tra due persone separate dalla distanza che non riescono a incontrarsi.
La doppia copertina dell'album è opera della pittrice Nicoletta Rabiti, madre del cantautore.

## Promozione
L'uscita dell'album è stata anticipata dalla pubblicazione del video di Migrazione generale dalle campagne alle città, con animazioni di Tommaso Ottomano, il 2 novembre 2014. Il 9 dicembre è pubblicato il videoclip di Godzilla, diretto da Ottomano, il quale realizza anche il successivo video di Altalena Boy, in due versioni ("tranquilla" e "sgravata") pubblicate il 17 febbraio 2015.
Il 23 gennaio 2015, da Milano, ha avuto inizio l'"Altalena Boy Tour", primo tour nazionale del cantautore composto da oltre quindici date e che si è concluso nel mese di maggio dello stesso anno.

## Tracce
Testi e musiche di Lucio Corsi.
1. Altalena Boy – 3:43
2. Alieni – 2:51
3. L'astronave – 3:23
4. Godzilla – 2:45
5. Migrazione generale dalle campagne alle città – 3:12
6. Dinosauri – 2:33
7. Søren – 1:49
8. Le api – 2:31
9. Cocomero – 2:27
10. Canzone per me – 2:40

Durata totale: 27:54